# Hengdong
Der Kreis  Hengdong (chinesisch 衡东县, Pinyin Héngdōng Xiàn) ist ein Kreis in der chinesischen Provinz Hunan. Er gehört zum Verwaltungsgebiet der bezirksfreien Stadt Hengyang (衡阳市). Hengdong hat eine Fläche von 1.926 km² und zählt 615.200 Einwohner (Stand: Ende 2018). Sein Hauptort ist die Großgemeinde Chengguan (城关镇).

## Administrative Gliederung
Auf Gemeindeebene setzt sich der Kreis aus fünfzehn Großgemeinden und neun Gemeinden zusammen:
15 Großgemeinden
- Bailian (白莲镇)
- Caoshi (草市镇)
- Dapu (大浦镇)
- Ganxi (甘溪镇)
- Gaohu (高湖镇)
- Mishui (洣水镇)
- Pengyuan (蓬源镇)
- Rongheng (荣桓镇)
- Sanzhang (三樟镇)
- Shiwan (石湾镇)
- Wuji (吴集镇)
- Xialiu (霞流镇)
- Xintang (新塘镇)
- Yanglin (杨林镇)
- Yangqiao (杨桥镇)

2 Gemeinden
- Nanwan (南湾乡)
- Shitan (石滩乡)